# Twierdzenie Lévy’ego-Steinitza
Twierdzenie Lévy’ego-Steinitza – wielowymiarowy odpowiednik twierdzenia Riemanna o szeregach rzeczywistych. Naturalnym wydaje się pytanie, czy dla szeregu zespolonego zbieżnego warunkowo {\displaystyle \sum z_{n}} można tak przestawić jego wyrazy, aby nowy szereg był zbieżny do z góry zadanej liczby zespolonej lub rozbieżny. Tak nie jest, co pokazuje przykład szeregu {\displaystyle \sum \left({\frac {1}{n^{2}}}+{\frac {(-1)^{n}}{n}}i\right).}

## Twierdzenie
Jeśli {\displaystyle \sum z_{n}} jest szeregiem zespolonym zbieżnym warunkowo, to istnieje prosta na płaszczyźnie zespolonej, taka że każdy jej punkt jest sumą szeregu {\displaystyle \sum z_{n}} przy pewnym przestawieniu jego wyrazów.
Prawdziwe jest również n-wymiarowe uogólnienie powyższego twierdzenia.

## Twierdzenie Lévy’ego-Steinitza
Zbiór sum powstałych przez zmianę porządku wyrazów szeregu n-wymiarowej przestrzeni euklidesowej jest albo zbiorem pustym, albo przesunięciem pewnej podprzestrzeni liniowej (tzn. dla szeregu {\displaystyle \sum x_{n},\ x_{n}\in \mathbb {R} ^{n},} zbiór jego sum jest postaci {\displaystyle v+M,} gdzie {\displaystyle v} jest pewnym wektorem, a {\displaystyle M} pewną podprzestrzenią liniową przestrzeni {\displaystyle \mathbb {R} ^{n}}).
Pierwszą próbę dowodu twierdzenia podjął Paul Lévy w 1905 r. W roku 1913 Ernst Steinitz zauważył, że praca Lévy’ego jest niekompletna i uzupełnił lukę, jak również znalazł zupełnie nowe podejście i przeprowadził własny dowód.